# Svidovets
Svydivka (ukrainska: Свидівка) eller Svidovets (belarusiska: Свідовец, ryska: Свидовец) är ett vattendrag i Belarus och Ukraina. som ligger i den centrala delen av landet, 250 km söder om huvudstaden Minsk. Floden börjar i Ovrutjäs nära Usove i Zjytomyr oblast i Ukraina och flyter in i Ubartsfloden i Homels voblast i Belarus.
I omgivningarna runt Svidovets växer i huvudsak blandskog. och området är glesbefolkat med 9 invånare per kvadratkilometer.